# Hans-Peter Schwarz (Kunsthistoriker)

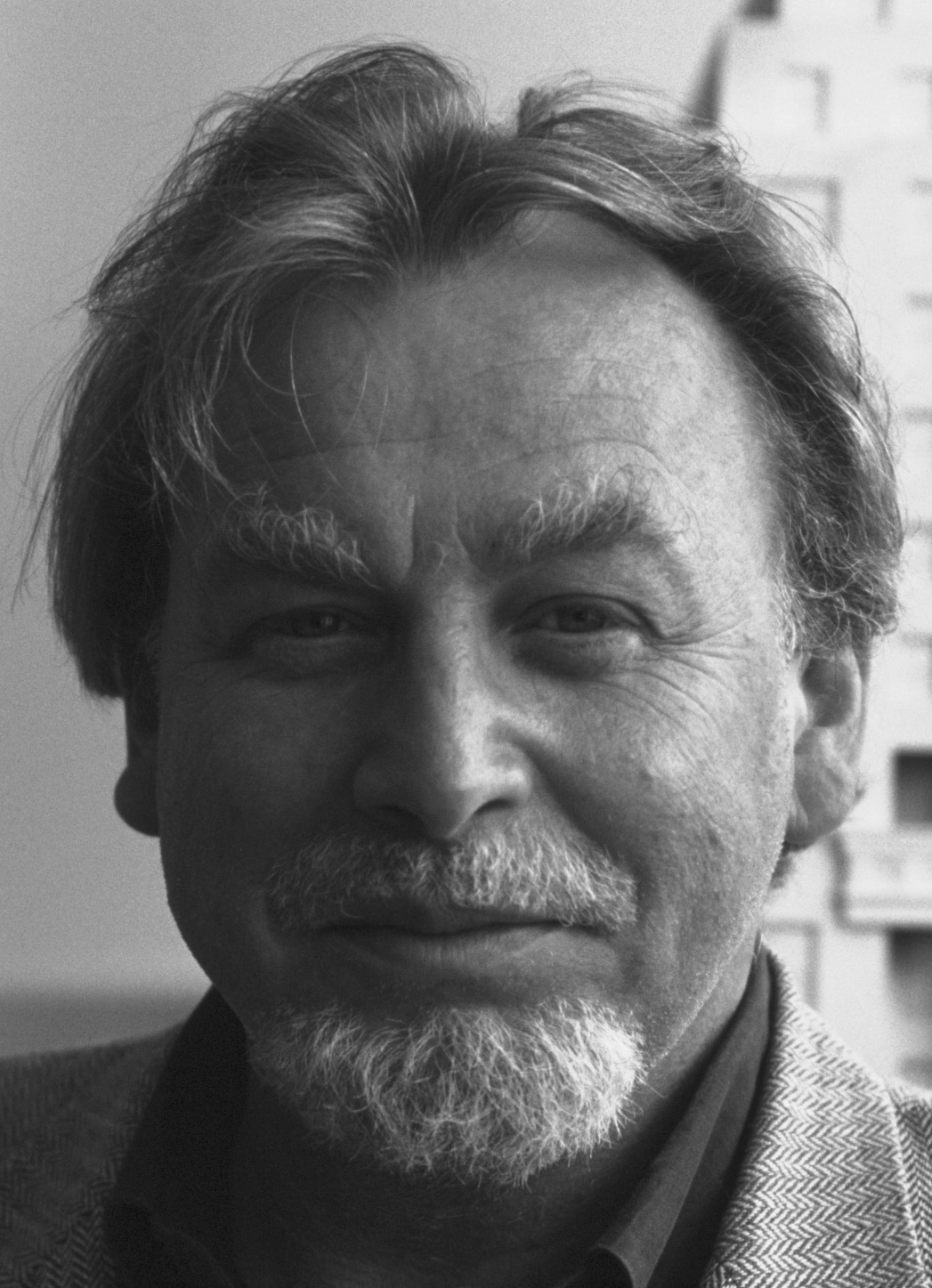

Hans-Peter Schwarz (* 1945 in Bielefeld) ist ein deutscher Kunsthistoriker. Er ist Gründungsrektor der Zürcher Hochschule der Künste (ZHdK).

## Leben
Hans-Peter Schwarz studierte nach seinem Studium der Visuellen Kommunikation an der Fachhochschule Bielefeld mit Abschluss Diplom-Designer Kunstgeschichte, Neuere Deutsche Literatur und Europäische Ethnologie. Er wurde 1982 an der Philipps-Universität Marburg mit einer Arbeit über Künstlerhäuser im Spannungsfeld von Hof und Stadt zum Dr. phil. promoviert.
Von 1983 bis 1990 war er Kurator am Deutschen Architekturmuseum Frankfurt (DAM) in Frankfurt am Main. Nach verschiedenen Lehraufträgen in Marburg, Trier, Frankfurt und Darmstadt erhielt er 1994 einen Ruf auf eine Professur an die Hochschule für Gestaltung Karlsruhe (HfG).
Von 1992 bis 2000 war Schwarz zudem Direktor des zum Zentrum für Kunst- und Medientechnologie in Karlsruhe (ZKM) gehörenden Medienmuseums. 2000 wurde er Rektor der Hochschule für Gestaltung und Kunst Zürich (HGKZ). 
2005 wurde er zum Gründungsrektor einer der größten Kunsthochschulen in Europa gewählt, der neu gegründeten Zürcher Hochschule der Künste (ZHdK), die zum 1. August 2007 ihren Betrieb aufgenommen hat.

## Publikationen (Auswahl)
als Autor
- Das Künstlerhaus. Anmerkungen zur Sozialgeschichte des Genies, 1990 Auszüge

als Herausgeber
- Die Architektur der Synagoge,  1988
- mit Walter Prigge Das Neue Frankfurt. Städtebau und Architektur im Modernisierungsprozess, 1988
- Deutsches Architekturmuseum Frankfurt am Main, 1996
- Künstlerhäuser, eine Architekturgeschichte des Privaten, 2013